# 아메리칸 일렉트릭 파워
아메리칸 일렉트릭 파워(American Electric Power Company, Inc., AEP, 철도차량 보고 마크: AEPX)는 미국의 국내 전기 유틸리티 기업이다. 이 회사는 11개 주에 500만 명 이상의 고객을 보유한 미국 최대의 전력회사 중 하나이다.
아메리칸 일렉트릭 파워 컴퍼니는 미국에서 약 38,000메가와트의 발전 용량을 보유하고 있는 미국 최대의 전력 생산업체 중 하나이다. AEP는 또한 765킬로볼트 초고압 전력을 포함하는 약 39,000마일(63,000km) 네트워크인 미국 최대의 송전 시스템, 미국의 다른 모든 송전 시스템을 합친 것보다 더 많은 고전압 송전선을 소유하고 있다. AEP의 송전 시스템은 미국 동부 및 중부 38개 주와 캐나다 동부를 포괄하는 상호 연결된 송전 시스템인 이스턴 인터커넥션(Eastern Interconnection)의 전기 수요의 약 10%를 직간접적으로 제공하며, 텍사스 전기 신뢰성 위원회의 전기 수요의 약 11%를 제공한다. 이는 텍사스의 대부분을 포괄하는 전송 시스템이다.
AEP의 전력회사는 AEP 오하이오, AEP 텍사스, 애팔래치아 전력(버지니아, 웨스트버지니아, 테네시), 인디애나 미시간 전력, 켄터키 전력, 오클라호마 공공 서비스 회사, 사우스웨스턴 전력 회사(아칸소, 루이지애나 및 텍사스 동부)로 운영된다. AEP의 본부는 오하이오주 콜럼버스에 있다.
아메리칸 일렉트릭 파워는 1953년에 345kV 송전선을 활용한 최초의 전력회사이다. 이 회사는 수익 기준으로 미국 최대 기업 중 2018년 포춘 500대 기업에서 185위를 차지했다.